# Hernán Velarde
Hernán Velarde Diez-Canseco, (Lima, 30 de septiembre de 1863 - Lausanne, 12 de noviembre de 1935) fue un abogado, diplomático, periodista y escritor peruano. Fue ministro plenipotenciario en Colombia (1904-1906), Brasil (1903-1904 y 1909-1915) y Argentina (1920-1923), así como embajador extraordinario y plenipotenciario en Washington D. C. (1924-1930). Con el gobierno del Brasil suscribió el Tratado Velarde-Río Branco, el 8 de septiembre de 1909, que puso fin al conflicto de límites peruano-brasileño. Fue también Ministro de Gobierno (1906-1907).

## Biografía
Fue hijo del general EP Manuel Velarde Seoane y de Ángela Diez Canseco. Cursó estudios en el Instituto de Lima, pasando luego a la Escuela Preparatoria de la Marina.
Al estallar la Guerra del Pacífico, interrumpió su formación profesional y se alistó en la Reserva. Sirvió en las defensas costeras durante los bombardeos que la marina chilena infligió sobre el Callao, Chorrillos y Ancón. Como subteniente del Batallón N.º 18 combatió en la batalla de Miraflores, en enero de 1881.
En plena ocupación chilena, ingresó a la Universidad de San Marcos donde se graduó sucesivamente de bachiller, licenciado (1883) y doctor en Letras (1885). También se graduó de bachiller en Jurisprudencia (1885) y se recibió de abogado (1888).
Fue secretario del Ministro de Guerra (1885-1886) y del Ministro de Relaciones Exteriores (1886-1888); así como secretario de la administración fiscal del ferrocarril de Trujillo (1888).
Por esos años se dedicó también al periodismo y a la poesía, formando parte del Círculo Literario que presidió Manuel González Prada. Fue editor del semanario El Progreso (1884); colaborador de La Revista Social (1885-1888) y uno de los redactores de El Perú Ilustrado (1889). Asimismo, junto con Federico Blume, fue editor del semanario Neblina (1894), al que no se debe confundir con el quincenario La Neblina, editado por José Santos Chocano en 1896.
Temporalmente se consagró a la abogacía y fue nombrado secretario de la segunda sala de la Corte Superior de Lima en 1896. Al año siguiente pasó a Río de Janeiro como secretario de la legación peruana y por ausencia de su titular asumió como Encargado de Negocios en 1900. Fue el punto de partida de su carrera diplomática, a la que se orientó definitivamente, dejando en suspenso su vocación literaria.
Regresó al Perú en 1901, asumiendo como Oficial Mayor del Ministerio de Relaciones Exteriores. Al año siguiente fue nombrado catedrático de Estética en la Facultad de Letras de San Marcos.
En 1903 fue acreditado como ministro plenipotenciario en Brasil, donde el 12 de julio de 1904 negoció un modus vivendi por el cual se contuvo el avance brasileño sobre territorio peruano, que había arreciado tras el fin del conflicto del Acre entre Bolivia y Brasil. Se puso así fin a la amenaza bélica.
Igualmente como ministro plenipotenciario pasó a Colombia en 1904. El 12 de septiembre de 1905 suscribió con los colombianos Clímaco Calderón y Luis Tanco Argáez un documento por el que se sometía la cuestión de límites peruano-colombiano al arbitraje de Su Santidad el sumo pontífice; se acordó también un modus vivendi en la zona del río Putumayo. Velarde regresó a Lima para atender la ratificación de estos tratados, que no llegaron a ser sometidos a votación parlamentaria, al parecer por injerencia de la Casa Arana, que tenía intereses en las zonas en disputa. En julio de 1906 se firmó en Lima un nuevo modus vivendi entre el colombiano Tanco, el canciller peruano Javier Prado y Ugarteche y Hernán Velarde, que fue desahuciado por Colombia en 1907. El problema limítrofe no se resolvió por el momento. 

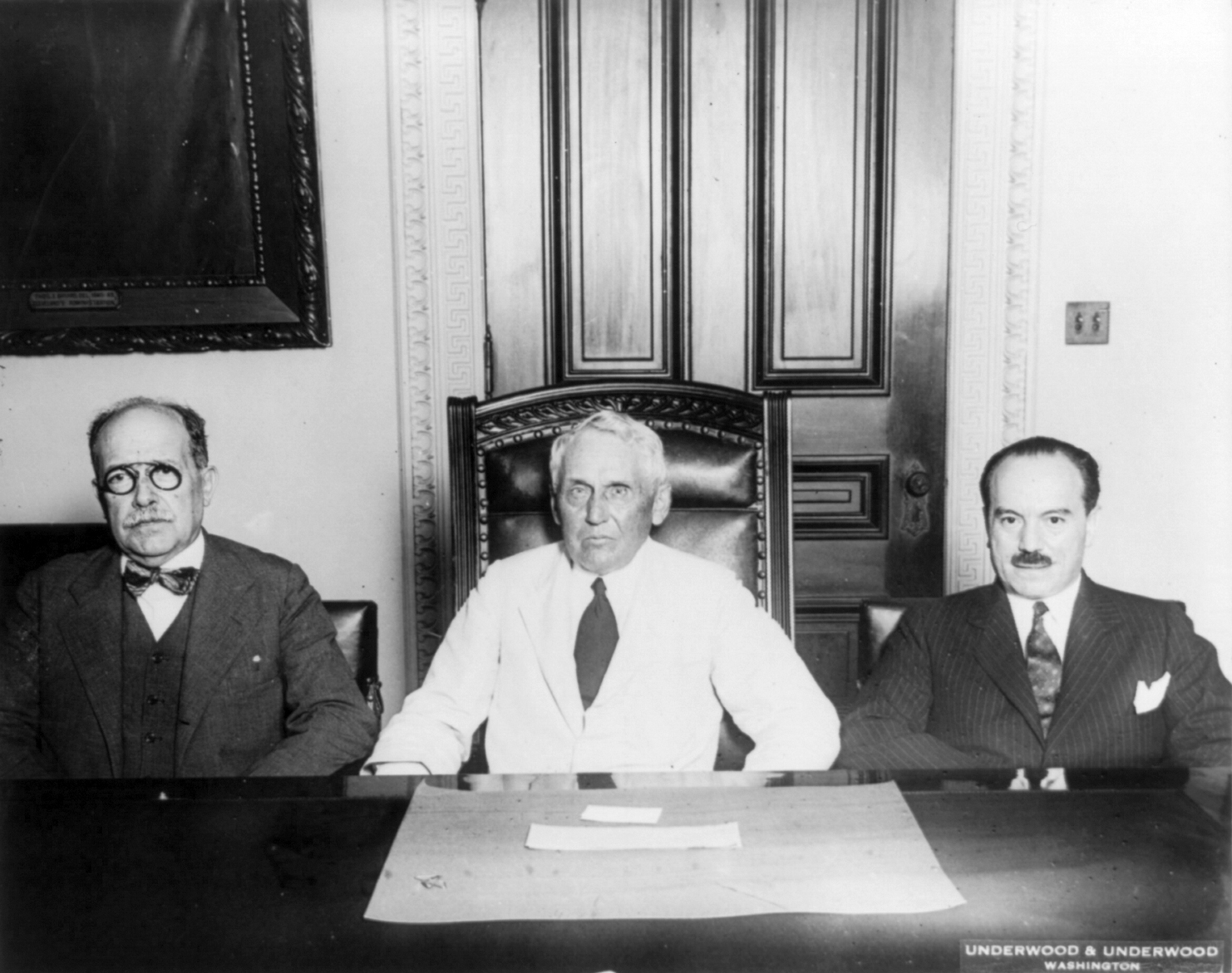
Hernán Velarde (embajador del Perú en EE. UU.), Frank Kellogg (Secretario de Estado de EE. UU.) y Carlos G. Davila (embajador de Chile en EE. UU.), en una reunión realizada en Washington en el marco de las negociaciones por la solución de la Cuestión de Tacna y Arica

El gobierno de José Pardo lo nombró Ministro de Gobierno y Policía, que ejerció de 20 de agosto de 1906 a 4 de mayo de 1907. Luego fue nombrado fiscal de la Corte Superior de Lima.
En 1909 volvió al Brasil como ministro plenipotenciario, y le tocó concertar con el canciller brasileño Barón de Río Branco el Tratado Velarde-Río Branco del 8 de septiembre de ese año, que puso fin al conflicto de límites peruano-brasileño. Permaneció en Brasil hasta 1915.
En 1916 viajó a Europa en plena Primera Guerra Mundial y contribuyó a la fundación del Hospital Franco-Peruano, que cooperó con la Cruz Roja.
En 1920 viajó a Buenos Aires como ministro plenipotenciario en misión especial para representar los intereses peruanos referentes a la cuestión de Tacna y Arica. En 1924 pasó a Washington como Embajador Extraordinario y Plenipotenciario, donde permaneció hasta 1930, desempeñando un papel relevante en las negociaciones con Chile que culminaron con la firma del Tratado Rada y Gamio-Figueroa Larraín de 1929.

## Obras literarias
Como literato abarcó la dramaturgia y la poesía. Se conocen los títulos de dos de sus obras teatrales:
- Sorteado, monólogo en verso, estrenado en 1896.
- El ministro relámpago, juguete cómico en un acto.

En cuanto a su producción poética, esta se halla desperdigada en diversos diarios y revistas en los que colaboró. No publicó en vida libro alguno de poesía, aunque sí tuvo proyectos, que no los cristalizó pues desde fines del siglo XIX se volcó de lleno a la carrera diplomática. Fue Ventura García Calderón quien desenterró una obra suya titulada Lima de antaño, que fue editada póstumamente en 1952. Esta obra reúne poesías costumbristas sobre la Lima antigua y criolla que el escritor alcanzó a ver en su niñez. A continuación, un ejemplo extraído de dicho poemario:

CARNAVALES

Negras y mestizas,
indias y mulatas,
sucias todas ellas
y algunas borrachas,
llenan la acequia
peroles y latas,
porongos, bateas,
bacinicas, jarras
y otros recipientes
de formas variadas
con las aguas turbias
que la acequia arrastra, 
y que, luego arrojan, 
entre carcajadas,
a los traseúntes
que a su alcance pasan.